# ヘイバル作戦
ヘイバル作戦（ヘイバルさくせん）は、イラン・イラク戦争中、イラン軍によるイラク・マイサーン県に対する攻勢作戦である。また、本作戦で初めて作戦秘匿名（秘匿名ヤ・バハラ作戦）が与えられイラン軍の準備は周到であった。

## 概要
イラン軍はイラクの大動脈であるバスラ街道を遮断すべく、ハウイザ湿原を通過しての攻勢作戦（第6次ヴァル・ファジュル作戦）を実施した。これに伴い攻撃作戦を補完する為本作戦が実施された。

## 攻撃
前年1月以来地上攻撃に参加していなかったイラン空軍の主力が投入された、しかしアメリカからの部品の供給が停止して以来その活動は散発的なままであった。沼沢地における戦闘であった為、歩兵主体の戦いとなりイラン軍の進撃は遅々として進まなかった。一方のイラク軍も頼みの綱である機甲部隊はほとんど活動できず、イラン軍の人海戦術の前に苦戦を強いられた。やがて、イラク軍はヘリコプターや航空機による支援を受けたが、マジヌーン島の攻防戦はイラン軍に軍配が上がった。

## その後
イラクは、マジヌーン島こそ奪取されたが大軍を要するイラン軍に対して西進を阻止し優勢を確保した。これにはソ連およびフランスから供給された大量の武器弾薬の存在があり、またイランは武器供与禁止措置を受けていたのでイラク側が有利になりつつあった。
この2月攻勢以降、イランは戦争指導をめぐって対立が激化し、国民も厭戦機運が高まり始めることとなる。何よりも毎回の作戦で武器弾薬だけでなく人的資源も浪費し始めイラン軍の錬度・士気は低下する一方であった。